# حفر ضوئي

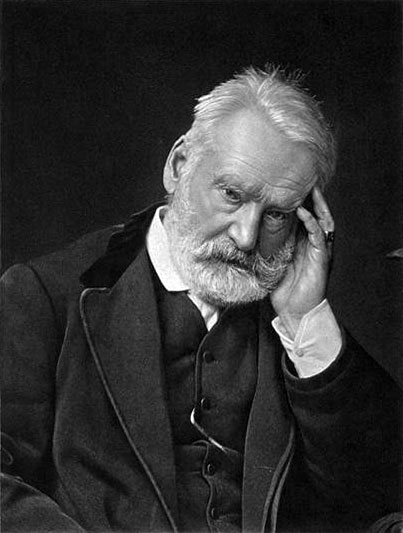

الحفر الضوئي photogravure عملية استخدام الأشعة الضوئية لحفر المعادن، ويطلق على هذه العملية أيضاً اسم الحفر الزنكي أو الحفر بالزنكوغراف zincographie.

## لمحة تاريخية
استخدمت عملية الحفر منذ العصور القديمة، وكانت في البداية عملية ميكانيكية، تُنجز يدوياً بوساطة أدوات الحفر المختلفة وذلك للحصول على مستويين (بارز ومنخفض) في القطعة المنحوتة، كما هي الحال في الأختام.
ومع اختراع غوتنبرغ Gutenberg للطباعة عام 1438م، صارت تحضر السطوح البارزة لاستخدامها في طباعة الأوراق والكتب.
ثم تطورت باستخدام الحروف المنفصلة وجمعها حسب الكلمات المراد طباعتها. وفي البداية كانت الأحرف الخشبية، ومن ثم استبدلت بالأحرف الرصاصية التي كان يصنع لها قوالب من النحاس، وتنجز هذه القوالب بوساطة الحفر الضوئي أو تحفر بوساطة الفارزات الميكانيكية.

## خصائص عملية الحفر الضوئي
إن الحفر الضوئي هو عملية كيمياوية تُستخدم فيها الأشعة الضوئية لحفر المعادن، وذلك بوساطة ألواح معدنية مطلية بمادة عازلة تتماسك علي المعدن عند تعرضها للأشعة الضوئية، ويوضع على سطحها المطلي بتلك المادة لوح رقيق شفاف (فيلم film). ولما كانت المناطق المراد ان تبقى بارزه شفافة فإنها تسمح بمرور الأشعة الضوئية التي تقوم تثبيت السطح العازل الذي طُلي به اللوح المعدني، وأما المناطق المراد حفرها فتكون سوداء لا تسمح بمرور الأشعة الضوئية، ولا تثبت المادة العازلة فيها.
وفي نهاية العملية يتكون لوح معدني فيه مناطق مطلية بالمادة العازلة التي تمنع تأثير الحموض المخصصة لحفر المعدن، أما المناطق التي خربت المادة العازلة فيها فهي تتفاعل مع الحموض وتتآكل، وتكون النتيجة الحصول على لوح معدني فيه مناطق بارزة وأخرى منخفضة، صالح لاستخدامه في الطباعة.

## المواد المستخدمة بعملية الحفر
تُستخدم للحفر الضوئي أنواع مختلفة من الألواح المعدنية (نحاس، توتياء، ألمنيوم)، ويفضل استخدام حمض ملائم لكل نوع من هذه الألواح لتتفاعل معه وتفككه، ولكل من هذه الألواح مواد خاصة لا تتفاعل مع الحمض المستخدم لطليها.

## إعداد الرواسم وألواح الطباعة
تعد الرواسم(الكليشات) لتستخدم في الطباعة البارزة، وتتكون من مناطق بارزة وأخرى منخفضة، وتُحضّر بوضع رقاقة الصورة أو الكتابة المراد طباعتها على لوح التوتياء المطلي بالمادة العازلة، ثم يُعرَّض هذا اللوح للضوء مدة معينة مما يؤدي إلى تخريب المادة العازلة في المناطق السوداء من الرقاقة، وتبقى المادة العازلة في المناطق الشفافة منها.
يوضع اللوح المعدني بعد ذلك في محلول حمض الكبريت، فتتفاعل المناطق التي خُرّبت بالضوء مع حمض الكبريت وتتآكل، أما المناطق التي لم تتفكك منها المادة العازلة فتبقى بارزة. وهكذا تُحضّر الراسمة لتستخدم في آلة الطباعة التي تلامس فيها أسطوانات الحبر المناطق البارزة فقط.
وعند وضع الورق على الراسمة ومرور أسطوانة أخرى نظيفة أو أي سطح ضاغط على الورق الموجود بين الأسطوانة الضاغطة والراسمة، ينتقل حبر الطباعة إلى الورق.
أما عند طباعة الصور الملونة فتُحضّر راسمة لكل لون من الألوان الأساسية الأربعة، وتسمى هذه العملية بفرز الألوان.
وتتشكل جميع الألوان في الصورة الواحدة من نسبة كثافة النقط من الألوان الأربعة، الأساسية، وهي الأسود والأزرق والأصفر والأحمر في منطقة معينة من الصورة. وقد تطورت عملية الطباعة في الخمسينات من القرن العشرين بطريقة الأوفست التي تعتمد على مبدأ اختلاف التوتر السطحي للوح الطباعة.

## تطبيقات الحفر الضوئي
يستخدم الحفر الضوئي كثيراً في تحضير الدارات الإلكترونية وتشكيل المعادن، إضافة لتحضير الرواسم والطباعة العادية والملونة للكتب والمجلات والصحف والإعلانات وغيرها.
أما الحفر الشمسي فتستخدم فيه أشعة الشمس مصدراً للضوء بدلاً من الأشعة الضوئية، وتقوم بالدور ذاته تماماً.